# 天狗橋 (札幌市)

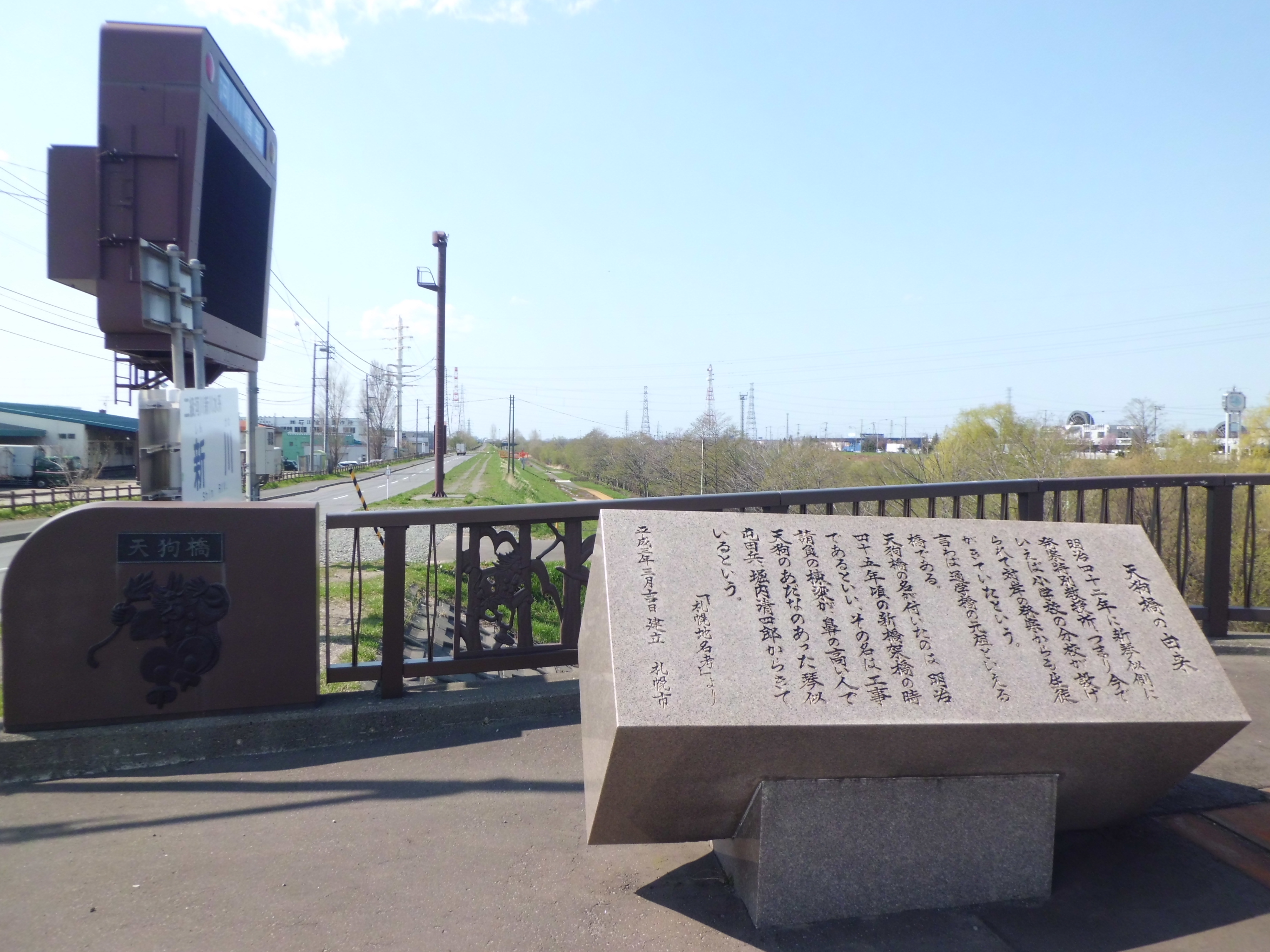
さっぽろ文庫第1巻『札幌地名考』からの引用が刻まれた碑。

天狗橋（てんぐばし）は札幌市の新川に架かる橋。
新琴似第5横線の橋であり、西端は札幌市西区発寒、東端は北区新琴似に属する。
1909年（明治42年）、新琴似に「発寒特別教授所」が設けられ、対岸の発寒からも生徒が通うことになったため、通学用渡河手段が求められるようになった。そこで1912年ころに橋が新調されたのだが、そのときの棟梁が鼻の高さから「天狗」の異名を持つ人物だったため、橋の名前も「天狗橋」となったと言われる。なお、この「天狗」とは屯田兵の堀内清四郎である。
21世紀初頭現在の橋は、たもとに天狗の浮き彫り、柵には天狗型の装飾が施されている。また西端には、名前の由来を記した石碑が建っている。